# Moonlight Head
Moonlight Head är en udde i Australien. Den ligger i delstaten Victoria, omkring 180 kilometer sydväst om delstatshuvudstaden Melbourne.
Trakten är glest befolkad.